# The Great Gatsby (1949)
The Great Gatsby is een dramafilm uit 1949 die is gebaseerd op de gelijknamige roman van F. Scott Fitzgerald en het toneelstuk van Owen Davis. De film werd geregisseerd door Elliott Nugent naar een scenario van Cyril Hume en Richard Maibaum. De hoofdrollen zijn voor Alan Ladd, Betty Field, Barry Sullivan, Shelley Winters, Howard Da Silva, Macdonald Carey en Ruth Hussey.

## Rolverdeling
| Acteur          | Personage      |
| --------------- | -------------- |
| Hoofdrollen     |                |
| Alan Ladd       | Jay Gatsby     |
| Betty Field     | Daisy Buchanan |
| Barry Sullivan  | Tom Buchanan   |
| Shelley Winters | Myrtle Wilson  |
| Howard Da Silva | George Wilson  |
| Macdonald Carey | Nick Carraway  |
| Ruth Hussey     | Jordan Baker   |
| Bijrollen       |                |
| Elisha Cook jr. | Klipspringer   |

## Achtergrond
De film was de tweede versie die is gebaseerd op de gelijknamige roman van F. Scott Fitzgerald. In 1926 werd een stomme film gemaakt, die wordt beschouwd als "verloren", aangezien er geen kopieën meer van zijn bewaard. In 1974 werd het verhaal opnieuw verfilmd, met Robert Redford en Mia Farrow in de hoofdrollen. Een televisiefilm verscheen in 2000 met acteurs Toby Stephens als Jay Gatsby en Mira Sorvino als Daisy Buchanan.
Howard Da Silva, die in deze film de rol van George Wilson vertolkt, is opnieuw te zien in de filmversie uit 1974; daarin speelt hij Meyer Wolfsheim.